# Bernac Devath
Bernac Devath (en francès Bernac-Debat) és un municipi francès situat al departament dels Alts Pirineus i a la regió d'Occitània.

## Demografia
| 1962                                       | 1968 | 1975 | 1982 | 1990 | 1999 | 2007 |
| ------------------------------------------ | ---- | ---- | ---- | ---- | ---- | ---- |
| 408                                        | 439  | 503  | 461  | 528  | 557  | 633  |
| Des de 1962: població sense dobles comptes |      |      |      |      |      |      |

## Administració
| Període   | Identitat          | Partit    |
| --------- | ------------------ | --------- |
| 1989-2008 | Louis Saint Macary | PCF       |
| 2008-     | Marc Ferrandiz     | Les Verts |